# Élections générales manitobaines de 2023
Les élections générales manitobaines de 2023 ont lieu le 3 octobre 2023 afin d'élire les députés de la 43e législature de l'Assemblée législative de la province canadienne du Manitoba.
Le Parti progressiste-conservateur de la première ministre Heather Stefanson est défait face au Nouveau Parti démocratique. Son dirigeant Wab Kinew devient ainsi le premier membre des Premières Nations à accéder au poste de premier ministre dans une province canadienne. 

## Contexte
Le Parti progressiste-conservateur, au pouvoir depuis les élections de 2016, remporte un second mandat lors de celles de 2019, organisées de manière anticipée. Malgré un léger recul, il conserve la majorité absolue face au principal parti d'opposition, le Nouveau Parti démocratique, permettant à son dirigeant Brian Pallister de se maintenir au poste de premier ministre.
Le 10 août 2021, cependant, Pallister annonce ne pas se représenter aux prochaines élections, avant de se retirer de la vie politique. À la suite de sa démission, Heather Stefanson est élue à la tête du Parti progressiste-conservateur et devient première ministre le 2 novembre 2021.
Les élections de 2023 sont par ailleurs marquées par des conditions météorologiques difficiles. Environnement et Changement climatique Canada émet des avertissements d'orage violent dans plusieurs secteurs de la province, où ont lieu des pannes d'électricité qui retardent le déroulement du vote dans plusieurs bureaux de vote dont notamment à Selkirk.

## Système électoral
L'Assemblée législative du Manitoba est composée de 57 sièges pourvus pour quatre ans au scrutin uninominal majoritaire à un tour dans autant de circonscriptions uninominales.

## Forces en présence
| Parti | Parti                                              | Positionnement                                           | Chef              | Sièges       | Sièges    |
| Parti | Parti                                              | Positionnement                                           | Chef              | Élus en 2019 | Candidats |
| ----- | -------------------------------------------------- | -------------------------------------------------------- | ----------------- | ------------ | --------- |
|       | Progressiste-conservateur Progressive Conservative | Centre droit Conservatisme, libéral-conservatisme        | Heather Stefanson | 36           | 37        |
|       | Nouveau Parti démocratique New Democratic Party    | Centre gauche Social-démocratie                          | Wab Kinew         | 18           | 34        |
|       | Parti libéral Liberal Party                        | Centre Libéralisme                                       | Dougald Lamont    | 3            | 11        |
|       | Parti vert Green party                             | Gauche Écologisme, progressisme                          | James Beddome     | 0            | 9         |
|       | Parti communiste du Manitoba Communist Party       | Extrême gauche Communisme                                | Andrew Taylor     | 0            | 0         |
|       | Parti Keystone (en) Keystone Party                 | Centre droit à droite Libertarisme, conservatisme fiscal | Kevin Friesen     | 0            | 0         |
|       | Indépendants                                       | Indépendants                                             | Indépendants      | 0            | 0         |
| Total | Total                                              | Total                                                    | Total             | 57           | 91        |

## Résultats
|                           |                            |         |       |       |        |               |  |  |  |  |  |  |  |  |
| Parti                     | Parti                      | Voix    | %     | +/-   | Sièges | +/-           |  |  |  |  |  |  |  |  |
|                           | Nouveau Parti démocratique | 221 695 | 45,63 | 14,27 | 34     | 16            |  |  |  |  |  |  |  |  |
|                           | Progressiste-conservateur  | 203 350 | 41,86 | 4,67  | 22     | 14            |  |  |  |  |  |  |  |  |
|                           | Parti libéral              | 51 634  | 10,63 | 3,90  | 1      | 2             |  |  |  |  |  |  |  |  |
|                           | Parti Keystone             | 3 727   | 0,77  | Nv    | 0      | en stagnation |  |  |  |  |  |  |  |  |
|                           | Parti vert                 | 3 584   | 0,74  | 5,59  | 0      | en stagnation |  |  |  |  |  |  |  |  |
|                           | Parti communiste           | 461     | 0,09  | 0,05  | 0      | en stagnation |  |  |  |  |  |  |  |  |
|                           | Indépendants               | 1 381   | 0,28  | 0,10  | 0      | en stagnation |  |  |  |  |  |  |  |  |
|                           |                            |         |       |       |        |               |  |  |  |  |  |  |  |  |
| Suffrages exprimés        | Suffrages exprimés         | 485 834 | 99,31 |       |        |               |  |  |  |  |  |  |  |  |
| Votes blancs et invalides | Votes blancs et invalides  | 3 154   | 0,69  |       |        |               |  |  |  |  |  |  |  |  |
| Total                     | Total                      | 489 208 | 100   | –     | 57     | en stagnation |  |  |  |  |  |  |  |  |
| Abstentions               | Abstentions                | 395 656 | 44,71 |       |        |               |  |  |  |  |  |  |  |  |
| Inscrits / participation  | Inscrits / participation   | 884 864 | 55,29 |       |        |               |  |  |  |  |  |  |  |  |

## Conséquences
Le scrutin conduit à une alternance avec la défaite du Parti progressiste-conservateur de la première ministre Heather Stefanson face au Nouveau Parti démocratique, dont le dirigeant Wab Kinew devient premier ministre. C'est la première fois qu'un membre des Premières Nations occupe cette fonction dans une province canadienne,.